# Säynäjärvi (sjö i Kangasala, Birkaland)
Säynäjärvi är en sjö i kommunen Kangasala i landskapet Birkaland i Finland. Arean är 38 hektar och strandlinjen är 5,11 kilometer lång. Sjön  ingår i Kumo älvs huvudavrinningsområde.   Den ligger omkring 23 kilometer öster om Tammerfors och omkring 160 kilometer norr om Helsingfors. 